# ウィーン攻勢
ウィーン攻勢（ウィーンこうせい、英: Vienna offensive）は、1945年4月2日から13日にかけて、ソビエト赤軍によりオーストリア（ナチス・ドイツ領）のウィーンを占領するために行われた攻撃である。ウィーンの大部分は包囲の上、攻撃を受けた。

## 背景
ソビエト連邦のヨシフ・スターリンが1945年に連合国と同意に達した協定は、中央ヨーロッパおよび東ヨーロッパに対して戦後における各党の政治的影響に言及していた。しかし、これらの協定ではオーストリアの処遇については規定されておらず、その後、オストマルク地域をアンシュルス以前に戻すということだけが正式に決定された。スターリンはすでに2月には準備のできていたベルリンへの攻撃を延期、戦後、ソ連とその同盟国の交渉の切り札にするため、オーストリアの領域を確保することを決定した。
春の目覚め作戦の失敗後、ドイツ第6SS装甲軍（司令官ヨーゼフ・ディートリヒ）はウィーンへと後退した。ドイツ軍は迅速な進撃を行うソビエト赤軍から町を防衛するために、必死に防衛線構築を行った。
1945年春、ハンガリー西部を通過して進撃していたソビエト第3ウクライナ方面軍（司令官フョードル・トルブーヒン）はドナウ川の両岸でその勢力を増加していた。
3月30日、進撃しているソビエト軍はハロン川 (en)、ニトラ川 (en)を奪取、さらにショプロン、ナジカニジャを占領後、ハンガリー・オーストリア国境を横切った。その時、トルブーヒンはすでにオーストリアへ進撃してウィーンを占領する準備が完了していた。

## 戦闘
1945年4月2日、ウィーンのラジオ局は無防備都市宣言を否定した。同日、ソビエト赤軍はウィーナー・ノイシュタット、アイゼンシュタット、ノインキルヒェンへ進撃した後、南からウィーンに接近、バーデン、ブラチスラヴァは4月4日、占領された。
ソビエト第3ウクライナ方面軍はウィーン地域の到着後、ウィーンを包囲、攻撃を開始、ソビエト第4親衛軍、第6親衛戦車軍、第9親衛軍、第46軍が参加していた。オーストリア・レジスタンスの「O-5 Resistance Group」指導者Carl Szokollはウィーンを破滅から免れさせたいがためにドイツ軍防衛線を破壊してソビエト赤軍のウィーン侵入を助けようとした。
ソビエト赤軍の攻撃に対する唯一のドイツ主力部隊は都市防衛隊、および対空部隊から構成された特物部隊に加え、第6SS装甲軍所属の第2SS装甲軍団のみであった。ウィーンは要塞都市と宣言され、ウィーンの防衛はルドルフ・フォン・ビュノー (en) 大将が担い、第2SS装甲軍団（司令官ヴィルヘルム・ビットリヒ親衛隊大将）も加わることになった。
ウィーンでの戦いは激しい市街戦が特徴であり、ソビエト赤軍はほとんど進撃できなかった地域もあった。プラーター公園の防衛は第6装甲師団、市の南側は第2SS装甲師団 ダス・ライヒと第3SS装甲師団 トーテンコップ、そして北側は総統擲弾兵師団がそれぞれ担当した。ソビエト第4親衛軍・第9親衛軍の一部はウィーンの東郊外、南郊外からそれぞれ攻撃を行ったが、ドイツ軍は4月7日までソビエト赤軍を南郊外への侵入を許さなかった。ソビエト赤軍はいくつかの足がかりを南郊外で構築した後、第6親衛戦車軍、第9親衛軍の大半は4月8日、ウィーン西郊外へ移動した。ウィーン西郊外にはウィーンの主要な鉄道駅が存在したため、ソビエト赤軍にとっては重要な地域であった。西郊外でソビエト赤軍の攻撃が成功すると、同日、東郊外、北郊外への侵入が続いた。ドナウ川の北方でソビエト第46軍はウィーン北郊外を西へ進撃した。このため、ウィーン中部は分断されることとなった。
4月9日までにソビエト赤軍はウィーン中央部まで浸透はしたが、市街戦は数日間続いた。4月11日夜、ライヒス橋 (en) を第20親衛狙撃兵軍団と第1機械化軍団は移動、ドナウ運河を急襲した。4月13日の奇襲により、ドナウ艦隊 (Danube Flotilla) は橋の両側にソビエト第80親衛狙撃兵師団と第7親衛空挺師団を上陸させ、橋を爆破する導火線を切断、橋の奪取に成功したが、他の重要な橋は爆破された。同日、最後の防衛部隊が降伏した時、ウィーンはついに陥落した。しかし、第2SS装甲軍団は包囲を避けるため、4月13日夕方に西へ撤退していた。同日、ソビエト第46軍はエスリンク (en) を占領、ドナウ艦隊はクロスターノイブルク (en) において海軍歩兵連隊を上陸させた。
市街戦がウィーン南郊外、および西郊外で激しく行われている4月8日、ソビエト第3ウクライナ方面軍の部隊がウィーンを迂回してリンツ・グラーツへと進撃していた。

## その後
1945年4月15日までにソビエト第3ウクライナ方面軍はオーストリアの奥深くまで進撃していた。完全に消耗し切っていたドイツ第6SS装甲軍の残存部隊はウィーン、リンツ間へ退却せざるを得なかった。しかし、退却するドイツ軍の背後にはソビエト第9親衛軍、第46軍が迫っていた。ソビエト第26軍、第27軍は退却しているドイツ第6軍の背後に迫り、グラーツ北方に向かって進撃していた。さらにソビエト第57軍、ブルガリア第1軍は退却するドイツ第2装甲軍の背後に迫り、グラーツ南（マリボル近郊）へ進撃していた。これらのドイツ軍にはソビエト赤軍の進撃を遅らせるための戦力がすでに存在しなかった。
ウィーンにおける歴史的建築物のいくつかが戦いの為に荒廃した。水道・電気・ガスは寸断され、オーストリア人・外国人らの一団は警察がいないことを良いことに、住宅で盗みを働き、ときにはこれを襲った。ソビエト赤軍の第一波は統制が取れていたが、第二波として到着した部隊は統制が取れておらず、まさに三十年戦争と比較されるほどの住民に対して暴力・略奪・強姦を数週間に渡って行った。
フォン・ビュノーはビットリヒと同じように捕虜となることを避け、ウィーンから脱出した。1945年4月16日よりフォン・ビュノーが指揮を取り、ヨーロッパ戦勝記念日の5月8日、アメリカ軍に降伏した。フォン・ビュノーは1947年4月まで捕虜として収監され、ビットリヒもアメリカ軍に降伏、1954年まで囚人として収監された。伝わる話ではトルブーヒンは1949年、心臓病から死去するまでソビエト南部軍集団および、コーカサス軍管区の司令官を勤めていた。
オーストリアの政治家、カール・レンナーは勝利したソ連の暗黙の了解を得て、機敏に臨時政府を樹立、オーストリアのナチス・ドイツ離脱を宣言した。オーストリアとウィーンは米英仏ソに分割占領され、オーストリア国家条約に基づいて1955年10月25日に現在の第二共和国として独立するが、その翌日に永世中立国を宣言し、ソ連の影響を一応は脱した。

## 最終的な戦闘序列（ウィーン攻撃後）

### ドイツ国防軍およびその同盟軍
1945年4月30日、以下の戦闘序列がドイツ国防軍最高司令部によって記録されている。4月20日から5月2日までの間、国防軍最高司令部はベルリン近郊のツォッセン (en) からドイツ北部フレンスブルクのミュルヴィック (de) へ移動していた。この戦闘序列はハンガリー、オーストリアで戦ったドイツ軍について残った「書類」上の部隊を記している。
- ドイツ第6SS装甲軍（リンツ西部）
  - 第117猟兵師団（後に到着）
  - 第1SS装甲軍団
    - 第1SS装甲師団
    - 第356歩兵師団
    - 第12SS装甲師団
    - 第710歩兵師団

  - 第2SS装甲軍団
    - 第3SS装甲師団
    - 総統擲弾兵師団
- ドイツ第6軍（グラーツ北方） 
  - 第4SS装甲軍団 
    - 第3装甲軍団
    - 第5SS装甲師団
    - 第14SS武装擲弾兵師団

  - 第3装甲軍団 
    - 第1国民山岳歩兵師団
    - 第1装甲師団
- ドイツ第2装甲軍（グラーツ南方、マリーボル近郊） 
  - 第68軍団
    - 第71歩兵師団
    - 第13SS武装山岳師団
    - 第118猟兵師団

  - 第22山岳軍団 
    - 第297歩兵師団
    - ハンガリー、セント・ラースロー歩兵師団 (en)

  - 第1騎兵軍団 
    - 第23装甲師団
    - 第4騎兵師団
    - 第3騎兵師団
    - 第16SS装甲擲弾兵師団

### ソビエト赤軍およびその同盟軍

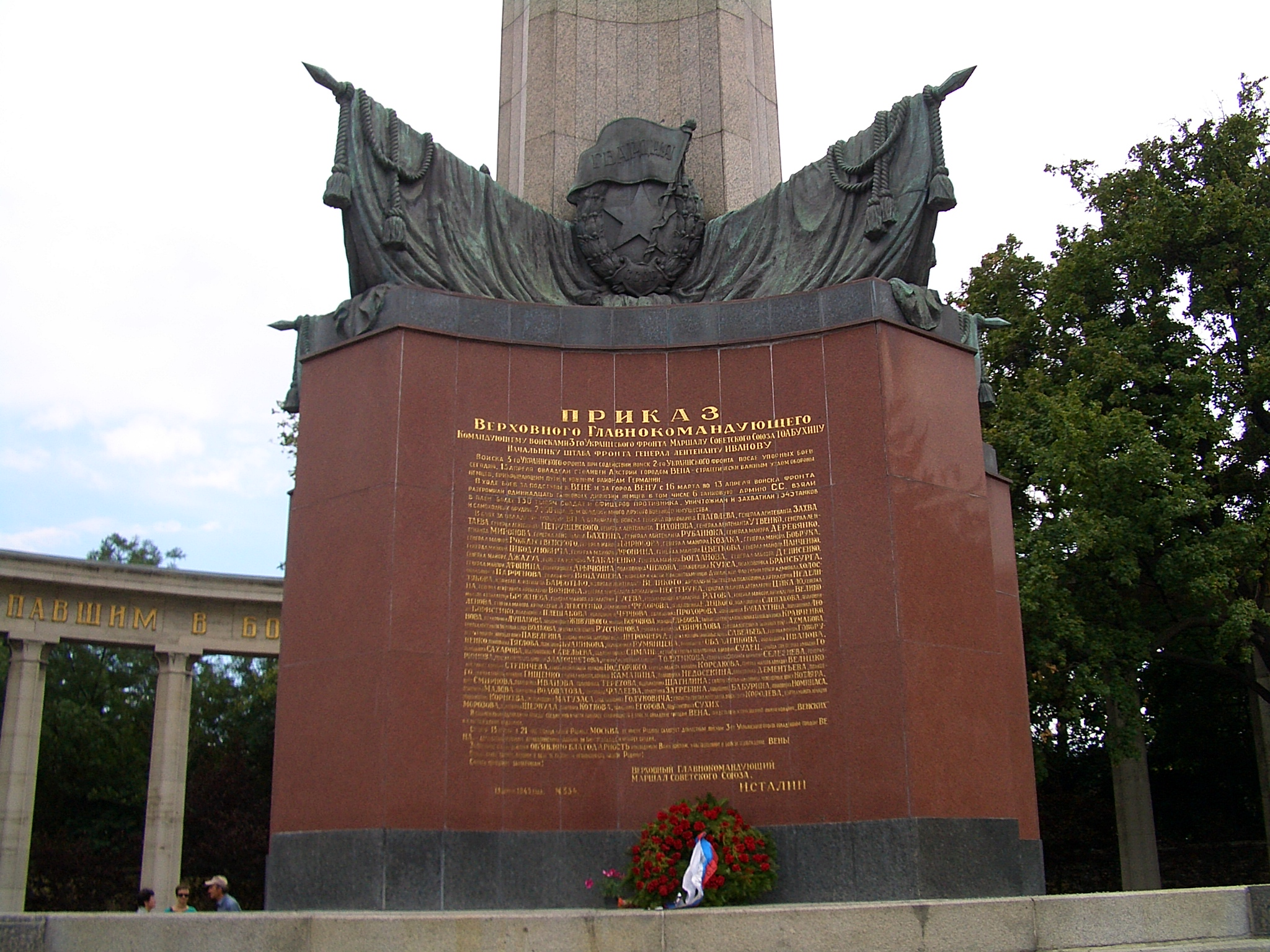
ウィーン攻勢に参加した部隊を祝うスターリンの命令により、1945年後半、ソ連占領当局により、赤軍モニュメントが建立された。
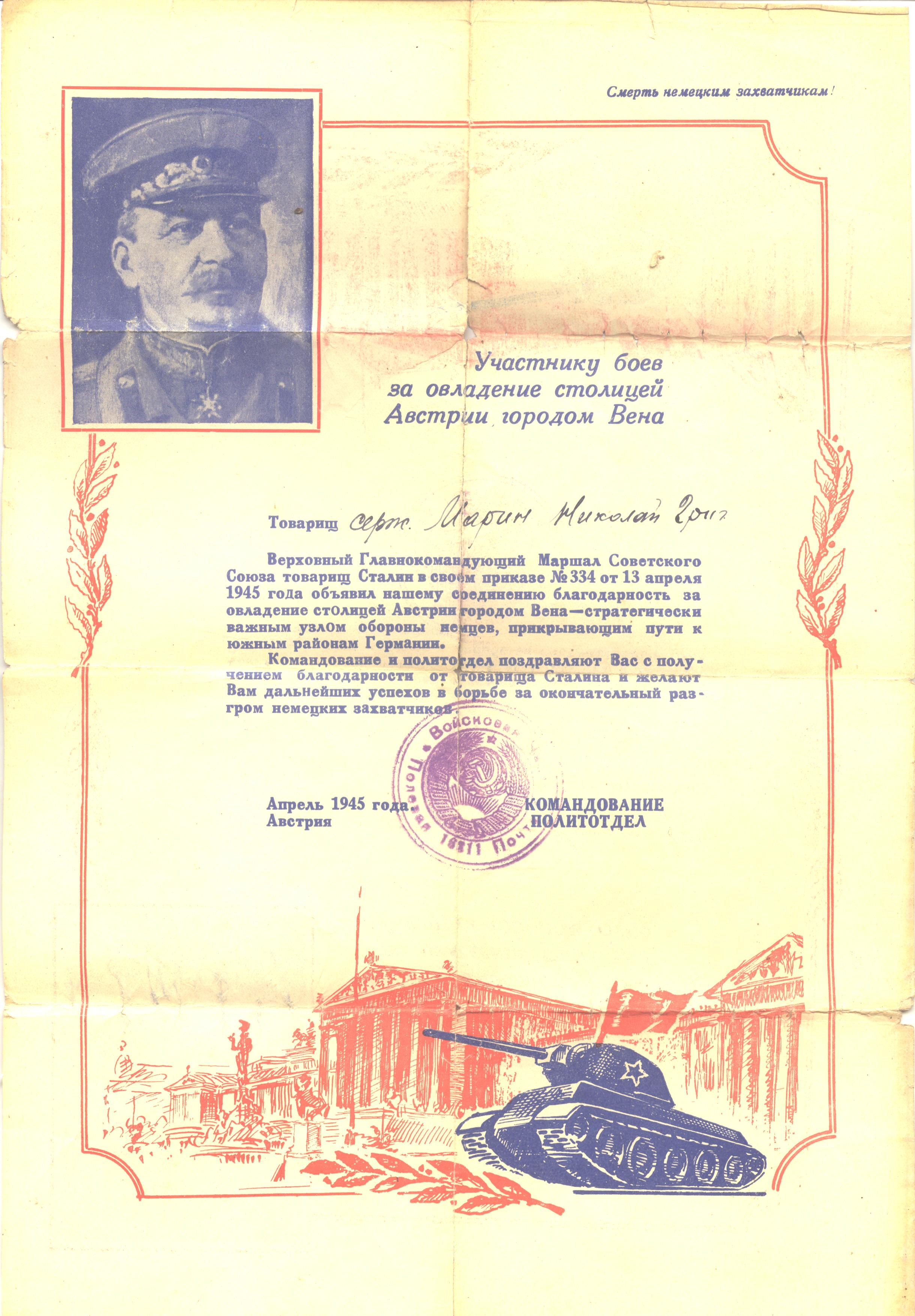
作戦参加者の一人へのスターリンの感状

同期間、第3ウクライナ方面軍の戦闘序列は以下の通り。
- 第4親衛軍 
  - 第20親衛狙撃兵軍団 
    - 第5親衛空挺師団
    - 第7親衛空挺師団
    - 第80親衛狙撃兵師団

  - 第21親衛狙撃兵軍団 
    - 第41親衛狙撃兵師団
    - 第62親衛狙撃兵師団
    - 第66親衛狙撃兵師団
    - 第69親衛狙撃兵師団

  - 第31親衛狙撃兵軍団 
    - 第4親衛狙撃兵師団
    - 第34親衛狙撃兵師団
    - 第40親衛狙撃兵師団
- 第6親衛戦車軍 
  - 第5親衛戦車軍団
  - 第9親衛機械化軍団
- 第9親衛軍
  - 第37親衛狙撃兵軍団 
    - 第98親衛狙撃兵師団
    - 第99親衛狙撃兵師団
    - 第103親衛狙撃兵師団

  - 第38親衛狙撃兵軍団
    - 第104親衛狙撃兵師団
    - 第105親衛狙撃兵師団
    - 第106親衛狙撃兵師団

  - 第39親衛狙撃兵軍団 
    - 第100親衛狙撃兵師団
    - 第107親衛狙撃兵師団
    - 第114親衛狙撃兵師団
- 第26軍
  - 第30狙撃兵軍団 
    - 第36親衛狙撃兵師団
    - 第68親衛狙撃兵師団
    - 第21狙撃兵師団

  - 第104狙撃兵軍団
    - 第74狙撃兵師団
    - 第93狙撃兵師団
    - 第151狙撃兵師団

  - 第135狙撃兵軍団 
    - 第233狙撃兵師団
    - 第236狙撃兵師団
- 第27軍 
  - 第35親衛狙撃兵軍団
    - 第3親衛空挺師団
    - 第163狙撃兵師団
    - 第202狙撃兵師団

  - 第33狙撃兵軍団 
    - 第78狙撃兵師団
    - 第155狙撃兵師団
    - 第206狙撃兵師団
    - 第337狙撃兵師団

  - 第37狙撃兵軍団
    - 第108親衛狙撃兵師団
    - 第316狙撃兵師団

  - 第320狙撃兵師団
- 第57軍
  - 第6親衛狙撃兵軍団
    - 第10親衛空挺師団
    - 第20親衛狙撃兵師団
    - 第61親衛狙撃兵師団

  - 第64狙撃兵軍団
    - 第73親衛狙撃兵師団
    - 第113狙撃兵師団
    - 第299狙撃兵師団

  - 第133狙撃兵軍団 
    - 第84狙撃兵師団
    - 第104狙撃兵師団
    - 第122狙撃兵師団
- 第17航空軍
- 第5親衛騎兵軍団
- 第1親衛機械化軍団
- 第18戦車軍団
- 第2突撃砲兵軍団
  - 第9突撃砲兵師団
  - 第19突撃砲兵師団
  - 第7突撃砲兵師団
- 第3対空砲兵師団
- 第4対空砲兵師団
- 第9対空砲兵師団
- 第22対空砲兵師団
- ブルガリア第1軍
  - 第3軍団
    - 第10歩兵師団
    - 第12歩兵師団
    - 第16歩兵師団

  - 第4軍団
    - 第3歩兵師団
    - 第8歩兵師団
    - 第11歩兵師団

  - 第6歩兵師団